# Поллок, Фридрих
Фридрих Поллок (нем. Friedrich Pollock; 22 мая 1894 — 16 декабря 1970) — немецкий социолог и экономист. Один из основателей Института социальных исследований во Франкфурте-на-Майне, представитель Франкфуртской школы неомарксистской теории.

## Биография
Отец — владелец кожевенного завода, еврейского происхождения.
В 1911 году подружился с М. Хоркхаймером, их дружба продолжалась до смерти Поллока.
В 1917 году во Франкфурте познакомился с наследником богатого состояния Феликсом Вайлем, на пожертвования которого в 1923 году был основан Институт социальных исследований при факультете экономики и общественных наук Франкфуртского университета.
В 1923 году получил докторскую степень во Франкфурте, защитив диссертацию по экономике на тему «Теория денег у Маркса».
Осенью 1927 года ездил в научную командировку от института в СССР и опубликовал затем монографию об экспериментах по планированию в СССР.
В начале 1928 года у директора Института социальных исследований К. Грюнберга случился инсульт, и он отошёл от дел. До назначения на этот пост М. Хоркхаймера в январе 1931 года временным директором института был Поллок. В период, когда институт возглавлял Хоркхаймер, Поллок был его опорой в практических, организационных и финансовых делах института.
В 1933 года эмигрировал сначала в Женеву, затем в Париж, большую часть эмиграции провёл в Нью-Йорке. В 1950 году вернулся во Франкфурт-на-Майне.
Был женат на Карлоте Вайль, двоюродной сестре Феликса Вайля.

## Взгляды
По мнению Поллока новые элементы в развитии капитализма (международное разделение труда, последствия военного социализма и мировая кредитная система) хотя и обостряют протекание кризиса капитализма, но приводят не к замене его иным общественным строем, а к трансформации прежних рыночных механизмов в более централизованные и планомерные. Здесь Поллок фактически повторял идею Р. Гильфердинга об эволюции капиталистической экономики. Фашизм осмысливался Поллоком с экономической стороны именно как проведение планового начала в интересах сохранения капитализма. Этот тезис об изменении социального порядка западных обществ от либерализма к тоталитаризму на принципиально неизменном экономическом фундаменте стал основой политической теории Франкфуртской школы в 1930—1940-е годы.
Поллок считал, что в СССР сложился государственный капитализм, похожий на бюрократическую структуру интервенционистского государства, реализуемую в США Ф. Рузвельтом во время Нового курса. Анализировал типы государственного капитализма на примере СССР, национал-социалистической Германии и США эпохи Ф. Рузвельта.

## Труды
- Zur Geldtheorie von Karl Marx. Inauguraldissertation. Wirtschafts- und Sozialwissenschaftliche Fakultät der Universität Frankfurt am Main [Masch.] 1923, [Nachdruck: Frankfurt am Main 1971 sowie Freiburg/Wien 2018, S. 23–127.]
- “Die planwirtschaftlichen Versuche in der Sowjetunion”, Leipzig: Schriften des Instituts für Sozialforschung an der Universität Frankfurt am Main, 1929. (нем.)
- Die gegenwärtige Lage des Kapitalismus und die Aussichten einer planwirtschaftlichen Neuordnung. In: Zeitschrift für Sozialforschung 1, 1932.
- "State Capitalism: Its Possibilities and Limitations", in "Studies in Philosophy and Social Science", issue IX (1941), гг. 200-225. (англ.)